# 徳道
徳道（とくどう、斉明天皇2年（656年） - 没年不詳）は、奈良時代の伝説的な僧。

## 生涯
斉明天皇2年（656年）に播磨国揖保郡矢田部（現・兵庫県揖保郡太子町）で誕生したという。俗姓は辛矢田部（からやたべ）米麻呂といい、有力豪族であったとされている。
その容貌は気品に満ち、眼は真澄鏡（ますみかがみ）のように美しく清らかで、髪の毛は梳（くしけず）れば滴（したた）るように黒く艶やかに光り、深くたたえられた優雅さと聡明さに里人達は目を見張ったという。
父を亡くし、数年後に母を亡くした徳道は、大和国長谷寺の道明大徳の弟子となって約十年間の修行を行い智道兼備の名僧となったという。もしくは、東大寺の良弁の弟子となって出家、受戒して沙弥になったという。
養老2年（718年）春に徳道は急な病にかかって仮死状態になり、冥土に行くと閻魔大王に会った。そこで徳道は閻魔大王から「生前の悪い行いによって地獄へ送られるものが多いゆえ、観音の霊場へ参ることにより功徳が得られるよう、人々に観音菩薩の慈悲の心を説け」と命じられた。徳道は閻魔大王から起請文と極楽往生の通行証となる宝印を授かって現世に戻されるとその証拠でもって人々に観音信仰、及びその霊場へ参ることを勧めたという。徳道は西国に三十三か所の観音霊場を設けたというが、しかし、人々は徳道を信用せず、当時はまだ観音巡礼は世に浸透しなかった。
そこで徳道は観音巡礼の機が熟するのを待つため、宝印を播磨国中山寺の石の櫃（からと）に納めることとした。その後、寛和の変で退位した花山天皇が仏門に入って法皇となると、徳道が納めた宝印の話を聞き永延2年（988年）にこれを探し出して石の櫃から取り出し、後に西国三十三所観音霊場を再興させている。
長谷寺の寺伝『長谷寺縁起文』によれば徳道は、師匠の道明が朱鳥元年（686年）に創建した長谷寺（現在、本長谷寺がある場所）に、神亀4年（727年）に聖武天皇の勅命により東の丘（現在、本堂がある場所）の地に近江国高島郡から流れ出でた霊木を用いて新たな長谷寺の本尊として十一面観音像を作成し、祀ったという。この後、徳道は鎌倉の長谷寺をはじめ諸国に四十九ヶ所の寺院を建立したという。
天平7年（735年）に長谷寺の麓に草庵（現・長谷寺塔頭法起院）を建立して住し、晩年に草庵の松に登ると法起菩薩と化して去っていったといわれる。法起院の名称はこの話からきている。